# Povo dacota
O povo dacota, dakota ou lakota, também conhecido como teton, titunwan ("moradores da pradaria") e teton sioux ("serpente ou inimigo") são um povo indígena das Grandes Planícies da América do Norte. Eles fazem parte de uma confederação de sete tribos sioux (a Grande Nação Sioux ou os sete fogos do conselho) e falam o idioma dacota, um dos três principais dialetos. 